# Wybory do Parlamentu Europejskiego w Grecji w 1999 roku
Wybory do Parlamentu Europejskiego w Grecji w 1999 roku zostały przeprowadzone 13 czerwca 1999. Grecy wybrali 25 przedstawicieli do Parlamentu Europejskiego V kadencji. Frekwencja wyborcza wyniosła 70,25%.

## Wyniki wyborów
| Lista wyborcza                   | Głosy     | %     | Mandaty |
| -------------------------------- | --------- | ----- | ------- |
| Nowa Demokracja                  | 2 314 371 | 36,00 | 9       |
| Ogólnogrecki Ruch Socjalistyczny | 2 115 844 | 32,91 | 9       |
| Komunistyczna Partia Grecji      | 557 365   | 8,67  | 3       |
| Demokratyczny Ruch Społeczny     | 440 191   | 6,85  | 2       |
| Sinaspismos                      | 331 928   | 5,16  | 2       |
| Wiosna Polityczna                | 146 512   | 2,28  | –       |
| Liberałowie                      | 103 962   | 1,62  | –       |
| Głosy nieważne i puste           | 283 648   | –     | –       |
| Razem                            | 6 712 684 |       | 25      |

Z pozostałych 18 list wyborczych żadna nie przekroczyła progu 1% głosów.